# Laogono
Nella mitologia greca,  Laogono  (in greco antico: Λαόγονος) era il nome di vari personaggi presenti nella guerra di Troia, scoppiata per colpa del rapimento di Elena, moglie di Menelao un re acheo, effettuato da Paride figlio di Priamo il re di Troia. Il conflitto scoppiato fra i due regni viene raccontato da Omero nell' Iliade.  

## Il mito
Sotto il nome di Laogono ritroviamo:
- Laogono, figlio di Onetore ucciso da Merione
- Laogono, figlio di Biante e fratello di Dardano, col quale venne ucciso da Achille quando egli non riuscì ad affrontare come voleva Ettore per vendicare la morte del suo amico Patroclo. Laogono e Dardano stavano ritti sopra al loro carro, quando vennero assaliti da Achille da poco tornato a combattere dopo essersi ritirato per qualche tempo dalla guerra a causa di una discordia scoppiata nel campo Greco tra il comandante dei Greci Agamennone ed il grande eroe acheo. Infuriato per la fine dell'amico, Achille si scagliò contro i due fratelli e li uccise: colpì prima Laogono di lancia facendolo precipitare morto giù dal cocchio; poi ferì mortalmente Dardano con la spada.

### Fonti
- Omero, Iliade XVI 604, XX 460

### Traduzione delle fonti
- Omero, Iliade, quinta edizione, Bergamo, BUR, 2005, ISBN 88-17-17273-1. Traduzione di Giovanni Cerri